# Agnetina aequalis
Agnetina aequalis és una espècie d'insecte pertanyent a la família dels pèrlids.